# Yōta Satō (Fußballspieler)
Yota Sato (japanisch 佐藤 瑶大 Sato Yota; * 10. September 1998 in der Präfektur Tokio) ist ein japanischer Fußballspieler.

## Karriere
Yota Sato erlernte das Fußballspielen in der Schulmannschaft der Komazawa University High School sowie in der Universitätsmannschaft der Meiji-Universität. Von April 2020 bis Saisonende wurde er an Gamba Osaka ausgeliehen. Der Verein aus Suita, einer Stadt in der Präfektur Osaka, spielte in der ersten japanischen Liga, der J1 League. Nach der Ausleihe wurde er von Gamba am 1. Februar 2021 fest unter Vertrag genommen. Sein Erstligadebüt gab Yota Sato am 18. April 2021 im Heimspiel gegen Shimizu S-Pulse. Hier stand er in der Startelf und wurde in der 73. Minute gegen Yūya Fukuda ausgewechselt. Insgesamt bestritt der Innenverteidiger 22 Pflichtspiele (1 Tor) in allen Wettbewerben für Osaka, ehe er im Sommer 2022 an den Zweitligisten Vegalta Sendai verliehen wurde. Hier bestritt er 15 Zweitligaspiele. Nach der Ausleihe kehrte er nach Suita zurück. Nach insgesamt 22 Ligaspielen für Gamba wechselte er im Januar 2024 zum ebenfalls in der ersten Liga spielenden Urawa Red Diamonds. Nach einer Spielzeit, in der er 19 Ligaspiele bestritt, wechselte er im Januar 2025 zum ebenfalls in der ersten Liga spielenden Nagoya Grampus.